# Hidetoshi Nakata
Hidetoshi Nakata (Kōfu, Japó, 22 de gener de 1977) és un exfutbolista japonès que ocupava la posició de migcampista. Va ser internacional absolut per la selecció de futbol del Japó en 77 ocasions.

## Trajectòria
| Club               | País       | Any       |
| ------------------ | ---------- | --------- |
| Bellmare Hiratsuka | Japó       | 1995-1998 |
| Perugia Calcio     | Itàlia     | 1998-2000 |
| AS Roma            | Itàlia     | 2000-2001 |
| Parma AC           | Itàlia     | 2001-2004 |
| Bologna FC         | Itàlia     | 2004      |
| Fiorentina         | Itàlia     | 2004-2005 |
| Bolton Wanderers   | Anglaterra | 2005-2006 |

## Palmarès
- 1 Scudetto: 2000-01 (Roma)
- 1 Coppa Italia: 2001-02 (Parma)
- 1 Recopa asiàtica de futbol: 1996 (Bellmare Hiratsuka)